# Wiedergutmachung
Wiedergutmachung ist ein spezifisch deutscher Begriff, der durch die deutsche Wiedergutmachungspolitik nach dem Zweiten Weltkrieg im Zusammenhang mit den durch nationalsozialistisches Unrecht verursachte Schäden entwickelt wurde.  Er umfasst die Rückerstattung von Vermögensgegenständen und die Entschädigung insbesondere für Personenschäden, aber auch für nicht von der Rückerstattung erfasste Vermögensschäden. Wiedergutmachungsleistungen in diesem Sinne erhalten Personen, die aus politischen, rassischen, religiösen oder weltanschaulichen Gründen in der Zeit des Nationalsozialismus verfolgt worden sind. Eine immaterielle Form der Wiedergutmachung ist die Rehabilitierung durch die Aufhebung von NS-Unrechtsurteilen oder die sog. Wiedergutmachungseinbürgerung gemäß Art. 116 Abs. 2 GG oder § 15 StAG.
Der Begriff der Reparationen ist dagegen ein Lehnwort aus der englischen und französischen Sprache (engl. reparations, frz. réparations). Reparationen leistet ein Staat an einen anderen wegen einer Verletzung des Völkerrechts. Als Reparationen werden auch die Instrumente der transitionalen Gerechtigkeit zum Ausgleich für in der Vergangenheit begangene Menschenrechtsverletzungen bezeichnet.
Eine Entschädigung ist eine Leistung, insbesondere in Form von Geld, die erlittene Nachteile oder Einschränkungen ausgleichen soll.
Schadensersatz ist ein Begriff aus dem Deliktsrecht des Bürgerlichen Gesetzbuchs und setzt eine vorsätzliche oder fahrlässige Rechtsgutsverletzung voraus. Der Schädiger ist dem Geschädigten zum Ersatz des entstehenden Schadens verpflichtet (§ 823 Abs. 1 BGB) und hat grundsätzlich den Zustand herzustellen, der bestehen würde, wenn der zum Ersatz verpflichtende Umstand nicht eingetreten wäre (Naturalrestitution, § 249 Abs. 1 BGB). Die Satisfaktion ist eine veraltete Form zur Wiederherstellung der verletzten Ehre.
Im Strafrecht dient der Täter-Opfer-Ausgleich der Schadenswiedergutmachung (§ 46a StGB), durch die der Täter Strafmilderung erreichen kann.

## Deutschland

### Wiedergutmachung
Die Anerkennung historischen Unrechts erfolgte durch die Gesetzgebung im Rahmen der deutschen Wiedergutmachungspolitik zugunsten von Personen, die in der Zeit des Nationalsozialismus aus politischen, rassischen, religiösen oder weltanschaulichen Gründen verfolgt wurden.

### Entschädigung
Im sozialen Entschädigungsrecht werden Sozialleistungen erbracht wegen zumeist gesundheitlicher Schäden, für deren Folgen die staatliche Gemeinschaft in Abgeltung eines besonderen Opfers oder aus anderen Gründen nach versorgungsrechtlichen Grundsätzen einsteht (§ 5 SGB I). Es soll zentral im Vierzehnten Buch des Sozialgesetzbuchs (SGB XIV) zusammengefasst werden.

Beispiele sind:
- Für Kriegsopfer bestehen Ansprüche nach dem Bundesversorgungsgesetz (BVG).[11]
- Bei Schäden durch Straftaten: Ansprüche nach § 1 des Opferentschädigungsgesetzes in Verbindung mit dem BVG.
- Bei Verdienstausfall aufgrund infektionsschutzrechtlicher Tätigkeitsverbote oder einem Impfschaden: Ansprüche nach § 56, § 60 des Infektionsschutzgesetzes in Verbindung mit dem BVG.
- Nach aufgehobener strafgerichtlicher Verurteilung und Schäden durch den Vollzug anderer Strafverfolgungsmaßnahmen: Ansprüche nach § 1, § 2 des Gesetzes über die Entschädigung für Strafverfolgungsmaßnahmen.
- Opfer von rechtsstaatswidrigen Strafverfolgungsmaßnahmen in der sowjetischen Besatzungszone und der DDR: Strafrechtliches Rehabilitierungsgesetz
- Bei Aufhebung rechtsstaatswidriger Verwaltungsentscheidungen im Beitrittsgebiet aus der Zeit vom 8. Mai 1945 bis zum 2. Oktober 1990: Folgeansprüche auf Versorgung nach § 2 des Verwaltungsrechtlichen Rehabilitierungsgesetzes.

Die gesetzliche Enteignungsentschädigung aufgrund Art. 14 Abs. 3 GG ist ein angemessener, der erlittenen Eigentumseinbuße entsprechender Wertausgleich, der  – bildhaft  gesprochen  –  den  Betroffenen in die Lage versetzt, sich einen gleichwertigen Gegenstand zu beschaffen. Auch bei hoheitlichen Eingriffen in immaterielle Rechtsgüter des Einzelnen wie die körperliche Unversehrtheit oder das allgemeine Persönlichkeitsrecht, die dem Wohl der Allgemeinheit dienen, kann nach der Sonderopfertheorie des Bundesgerichtshofs ein  Entschädigungsanspruch bestehen.

### Schadensersatz
Im Zivilrecht (Rechtsbeziehungen zwischen Bürgern) besteht eine Pflicht zum Schadensersatz:
- gesetzlich (z. B. nach dem Recht der unerlaubten Handlung, § 823 ff. BGB) oder vertraglich;
- für materielle Schäden (Aufwendungen für Neubeschaffung, Reparatur, Behandlungskosten etc.) oder immaterielle Schäden (Schmerzensgeld).
- Unter Umständen kann sich der Anspruch direkt gegen den Versicherer des Schädigers richten (z. B. § 3 Pflichtversicherungsgesetz bei Kraftfahrtschäden).
- Bei der Amtshaftung nach § 839 BGB geht die Verantwortlichkeit gemäß Art. 34 GG vom schädigenden Amtsträger auf den Dienstherrn über; Ausnahme bei Vorsatz und grober Fahrlässigkeit.

Bei Verpflichtung zum Schadensersatz oder zur Entschädigung kann der Leistungspflichtige u. U. Rückgriff (Regress) bei einem Dritten nehmen. Beispiele:
- Ansprüche gegen die eigene Haftpflichtversicherung;
- Ansprüche der Versicherung bzw. des Sozialversicherungsträgers gegen den Schädiger des Versicherten, z. B. nach § 86 Abs. 1 Satz 1 Versicherungsvertragsgesetz (VVG) oder § 116 Zehntes Buch Sozialgesetzbuch (SGB X).

## Internationales Recht
Die UN-Leitprinzipien für Wirtschaft und Menschenrechte (VN-Leitprinzipien) sehen unter anderem den Zugang zu Abhilfe für Betroffene von Menschenrechtsverstößen vor. Danach müssen Staaten sicherstellen, dass die Opfer von Menschenrechtsverletzungen Zugang zu staatlichen und, wo nötig, nicht-staatlichen Beschwerdemechanismen und Wiedergutmachung haben. Wiedergutmachung kann laut den VN-Leitprinzipien beispielsweise eine Folgenbeseitigung, ein finanzieller oder nicht-finanzieller Schadensersatz und Strafe sowie Schadensverhütung etwa durch einstweilige Verfügungen und Nichtwiederholungsgarantien sein.
Art. 14 der UN-Antifolterkonvention sieht vor, dass jeder Vertragsstaat in seiner Rechtsordnung sicherstellt, dass Opfer einer Folterhandlung Wiedergutmachung erhalten und ein einklagbares Recht auf gerechte und angemessene Entschädigung einschließlich der Mittel für eine möglichst vollständige Rehabilitation.

## Wiedergutmachung als Thema in der Literatur
Genugtuung für eine beschädigte Reputation ist ein häufiges Thema in der Literatur. Im 19. Jahrhundert hat hierzu beispielsweise E. Marlitt mit ihrer Novelle Schulmeisters Marie (1865/1890) beigetragen oder Arthur Schnitzler mit Lieutenant Gustl.